# Czesław Blajda
Czesław Wincenty Blajda (ur. 14 września 1915 w Rozdzielu, zm. 16 maja 1995 w Krakowie) – polski geograf, etnograf, społecznik i historyk.

## Życiorys

### Dzieciństwo i młodość
Był synem wiejskiego nauczyciela Wincentego Blajdy i Apolonii z domu Guzik. Urodził się w Rozdzielu 14 września 1915 roku. Jego ojciec zginął na wojnie i matka wychowywała go sama. Tutaj ukończył szkołę podstawową.
W latach 1927–1935 zdobywał wiedzę w Gimnazjum Państwowym im. Króla Kazimierza Wielkiego w Bochni. Okres ten ukształtował jego zainteresowania krajoznawcze pod wpływem znakomitych profesorów gimnazjalnych Stanisława Fischera i Piotra Galasa.
Już wtedy sięgał do badań etnograficznych. Napisał pracę monograficzną „Rozdziele w powiecie bocheńskim”. Uzyskała ona pierwsze miejsce na wystawie w Krakowie, a później stała się podstawą jego pracy magisterskiej. Z kolegami prowadził tam Koło Krajoznawcze i poznawał najbliższe okolice. Brał udział w badaniach prehistorycznych, m.in. w Grójcu koło Żywca, Ulanowie nad Sanem, na Wołyniu. Zbierał eksponaty do muzeum. Prowadził liczne obozy wędrowne, zloty krajoznawcze, wycieczki.

### Studia i praca zawodowa
Rozpoczęte jeszcze przed wojną studia na Uniwersytecie Jagiellońskim zakończył zdobyciem tytułu magistra etnografii i etnologii w roku 1946, a w roku 1953 tytuł magistra geografii.
Okres okupacji niemieckiej spędził w rodzinnym Rozdzielu. Zajmował się działalnością spółdzielczą, za którą kryła się praca konspiracyjna w oddziale Batalionów Chłopskich pod pseudonimem „Osa” i tajne nauczanie.
W roku 1943 wstąpił w związek małżeński z Zofią Marcisz z Rozdziela.
Jako działacz Polskiego Stronnictwa Ludowego był w latach czterdziestych szykanowany przez nową władzę ludową.
W 1947 roku objął posadę nauczyciela geografii w Liceum dla Dorosłych w Krakowie i kierownictwo referatu turystycznego w Inspektoracie Szkolnym Miejskim. W 1955 roku sprowadził do Krakowa rodzinę.
W latach 1958–1974 był kierownikiem Szkolnego Wojewódzkiego Ośrodka Krajoznawczo Turystycznego, następnie dwa lata wizytatorem szkolnym. W roku 1960 utworzył w Krakowie pierwszy w Polsce Oddział Wojewódzki Polskiego Towarzystwa Schronisk Młodzieżowych, który był bazą rozwoju ruchu krajoznawczo – turystycznego wśród młodzieży szkolnej. Inicjował powstawanie nowych schronisk młodzieżowych, organizował obozy wędrowne, zloty.
Powstanie Schroniska Młodzieżowego w Rozdzielu również należy zaliczyć do jego zasług.
Nade wszystko ukochał Ziemię Bocheńską i wiele uczynił dla jej poznania.
Był silnie związany uczuciowo z Rozdzielem i Żegociną. Często odwiedzał te strony. Był działaczem Stowarzyszenia Bochniaków i Miłośników Ziemi Bocheńskiej. Przez dwie kadencje pełnił funkcję prezesa krakowskiego oddziału tego Stowarzyszenia.
Mocno włączył się w obchody 700-lecia Żegociny w 1993 r. Na tę okoliczność została wydana monografia Żegociną dawna i współczesna, książka, będąca ukoronowaniem jego pracy.
Nigdy nie odmawiał pomocy. Pracował cicho i bez rozgłosu. Był więc człowiekiem skromnym i pracowitym, a przy tym miłym, wręcz radosnym. Miłował Boga i Ojczyznę. Ogromny podziw i szacunek wzbudza jego rola jako ojca trzech synów i trzech córek, których wychował wraz z małżonką w skromnych warunkach mieszkaniowych i finansowych, a wszystkim dzieciom pomógł zdobyć wyższe wykształcenie.
Od dziecka aż do śmierci nosił w sercu cierń po stracie ojca, który zginął w I wojnie światowej. Tęsknota za nigdy nie oglądanym ojcem przewijała się we wspomnieniach, rozmowach z przyjaciółmi, a nawet została wylana w artykule Ciernista droga życiowa Wincentego Blajdy z Rozdziela w świat, opublikowanym na łamach kwartalnika Wiadomości Bocheńskie.

### Śmierć
Zmarł 16 maja 1995 roku w Krakowie. Został pochowany na cmentarzu batowickim 22 maja 1995 roku.

### Odznaczenia
Za długoletnią pracę zawodową i społeczną został odznaczony krzyżami Kawalerskim i Oficerskim Odrodzenia Polski oraz Medalem Komisji Edukacji Narodowej.

### Patronat
Jest patronem Stowarzyszenia Przyjaciół Ziemi Żegocińskiej powstałego w 2001 roku.
Jest także patronem „Młodzieżowego Rajdu Pieszego im. Czesława Blajdy”.

## Publikacje
1. Lipnica Murowana, Rajbrot, Rozdziele i okolice (Warszawa 1972),
2. Bochnia, Stary Wiśnicz, Królówka i okolice (Warszawa 1972)
3. praktyczny opis 14-dniowego obozu Od Bochni do Nowego Sącza, zamieszczony w czasopiśmie „Poznaj Swój Kraj” (1963 r. nr 6/7)